# Pjerino Hrvaćanin
Pjerino Hrvaćanin, hrvatski koreograf iz Varaždina. Najizvođeniji je varaždinski koreograf. Vodio je Varaždinski folklorni ansambl.
Koreografijom se isprve bavio zbog zabave, putovanja i dobrog društva. Vremenom je shvatio vrijednost očuvanja tradicijske kulture. Ističe važnost uloge Vinka Žganca koji je zapisao puno napjeva i zapisa. S Varaždinskim folklornim ansamblom obišao je 89 festivala u 20 europskih država. Varaždinska županija ga je nagradila za njegov dugogodišnji rad i iznimne iznimne uspjehe u radu Varaždinskog folklornog ansambla te poseban doprinos razvoju kulturno umjetničkog amaterizma i hrvatske tradicijske kulture.